# Catharus dryas
Catharus dryas là một loài chim trong họ Turdidae.